# Stictoleptura ustulata
Stictoleptura ustulata är en skalbaggsart som först beskrevs av Édouard Ménétries 1832.  Stictoleptura ustulata ingår i släktet Stictoleptura och familjen långhorningar.
Artens utbredningsområde är Iran. Inga underarter finns listade i Catalogue of Life.